# Maqbula al-Shalak
Maqbula al-Shalak (parfois écrit al-Shalaq ; en arabe : مقبولة الشلك) est une enseignante, militante et écrivaine syrienne, née en 1921 à Damas et morte en 1986.

## Carrière
Al-Shalak est originaire de Damas. En 1944, elle devient la quatrième femme diplômée de l'université de Damas et la première femme diplômée de la faculté de droit de Damas. 
Elle travaille d'abord comme enseignante et est membre de l'Association du roman et du récit. Elle écrit plusieurs livres pour enfants, ainsi qu'un volume de nouvelles et un volume en vers. En tant que militante, elle plaide pour un rôle limité des États-Unis au Moyen-Orient ; elle se montre favorable à une interdiction des armes nucléaires et prend position contre Adolf Hitler durant la Seconde Guerre mondiale.

## Activisme
En réaction au conservatisme et au nazisme, Maqbula al-Shalaq se dévoile publiquement en 1941, et appelle les femmes à quitter leur maison afin de combattre le nazisme.